# عشق بزرگ (فیلم ۱۹۱۸)
عشق بزرگ (انگلیسی: The Great Love) یک فیلم در سبک جنگی و صامت به کارگردانی دی. دبلیو. گریفیث است که در سال ۱۹۱۸ منتشر شد. از بازیگران آن می‌توان به جورج فاست و لیلین گیش اشاره کرد.